# Podemos
Podemos (Španjolski: [poˈðemos], u prijevodu "Možemo") politička je stranka u Španjolskoj osnovana u siječnju 2014. godine kao posljedica 15-M pokreta i prosvjeda protiv korupcije. Podemos je stranka koja spada pod lijevi populizam s naglaskom na borbi protiv establišmenta i zahtijevanjima temeljitih reformi unutar sustava.

## Povijest
Podemos je 2014. bio druga najveća stranka u Španjolskoj po broju članova, jedino iza Partido Popular (Pučke stranke).
Dne 9. svibnja 2016., Podemos formira Unidos Podemos (Ujedinjeni možemo) koaliciju s Ujedinjenom ljevicom, Equo i nekoliko manjih lijevo-naklonjenih stranaka.
Godine 2018. stranka se uključuje u međunarodnu organizaciju Now the People (Sada narod). Nakon parlamentarnih izbora u studenom 2019., gdje Podemos i saveznici osvajaju 12,8 % glasova i 35 mjesta u Kongresu zastupnika, Podemos prihvaća podržati Sánchezovu vladu PSOE-a, vladajuće stranke lijevog centra.